# 烤猪
烤猪是一种通过烧烤的方式来烹饪猪肉（通常为整猪）的料理，历史上通过烧制处理猪肉的做法由来已久且在多地文化中均有出现。